# 백악춘효
백악춘효(白岳春曉)는 서울특별시 용산구, 국립중앙박물관에 있는 안중식의 그림이다. 2012년 2월 16일 대한민국의 국가등록문화재 제485호로 지정되었다.
앞으로 광화문 뒷쪽으로 근정전,경회루가 보인다

## 개요
《백악춘효》는 심전 안중식(安中植,1861～1919)이 1915년에 백악과 경복궁의 실경을 그린 작품으로, 여름본과 가을본 두 점이 전해지고 있다.
두 작품 모두 근경(나무와 해태상), 중경(광화문과 경복궁 전각들), 원경(백악산과 북한산 자락)이 명확하게 구분되며 원경에 해당하는 백악산과 북한산 줄기가 그림의 절반에 해당하는 공간을 차지하고 있다. 여름본의 경우 광화문의 중심축이 백악산의 정상을 지나고, 경복궁 전각들이 웅대하게 재현되었다.
여름본에는 '白岳春曉'(백악춘효), '乙卯夏日心田寫'(을묘하일심전사), 가을본에는 '白岳春曉'(백악춘효), '乙卯秋日心田安中植'(을묘추일심전안중식)이라는 묵서와 낙관이 있다.
《백악춘효》는 조선왕조 말기 대표적인 화가이면서 이상범, 노수현, 변관식 등 근대 산수화가들을 길러낸 안중식의 실경산수로서, 봉건적 요소와 서구적 안목이 작용한 보기 드문 작품으로 역사적·예술적 가치가 있다.

## 같이 보기
- 안중식

## 참고 자료
- 백악춘효 - 국가유산청 국가유산포털